# 50th Street (West End Line)
50th Street is een station van de metro van New York aan de West End Line in het stadsdeel Brooklyn. Het station is geopend in 1916. Lijn  maakt gebruik van dit station.
 ·  ·  ·  ·  ·  ·  ·  ·  · 